# یوهان فردریش جولیوس اشمیت
یوهان فردریش جولیوس اشمیت (انگلیسی: Johann Friedrich Julius Schmidt; ۲۵ اکتبر ۱۸۲۵ – ۷ فوریهٔ ۱۸۸۴) اخترشناس و ژئوفیزیکدان آلمانی بود. او از سال ۱۸۵۸ تا ۱۸۸۴ مدیر رصدخانه ملی آتن در یونان بود.